# Liste der Baudenkmäler in Fürth/P
Diese Liste ist eine Teilliste der Liste der Baudenkmäler in Fürth. Grundlage der Liste ist die Bayerische Denkmalliste, die auf Basis des bayerischen Denkmalschutzgesetzes vom 1. Oktober 1973 erstmals erstellt wurde und seither durch das Bayerische Landesamt für Denkmalpflege geführt und aktualisiert wird. Die folgenden Angaben ersetzen nicht die rechtsverbindliche Auskunft der Denkmalschutzbehörde.
Dieser Teil der Liste beschreibt die denkmalgeschützten Objekte an folgenden Fürther Straßen und Plätzen:
- Parkstraße
- Pegnitzstraße
- Pestalozzistraße
- Pfarrgasse
- Pfarrhof
- Pfisterstraße
- Pickertstraße
- Poppenreuther Straße

## Parkstraße
| Lage                                        | Objekt         | Beschreibung | Akten-Nr.                | Bild |
| ------------------------------------------- | -------------- | --- | ------------------------ | ---- |
| Parkstraße 12 / Bismarckstraße 6 (Standort) | Einfriedung    | Ehemaliger Teil des Ludwigsbahnhofes (Neubau 1886), Pfeilerzaun auf Sandsteinquadermauer mit Eisengitter, um 1886. | D-5-63-000-1605 Wikidata | BW   |
| Parkstraße 17 (Standort)                    | Villa Streng   | Asymmetrischer, zweigeschossiger Putzbau auf Sandsteinsockel mit Walmdach, Risaliten, Fachwerkgiebeln und Eckturm, historisierend, von Adam Egerer, 1900; Terrasse mit steinerner Balustrade, an der Ostseite der Villa vorgelegt, gleichzeitig; Waldpark, sogenannter Strengspark, die Villa umgebend, gleichzeitig. | D-5-63-000-1606 Wikidata | BW   |
| Parkstraße 17 (Standort)                    | Grenzmarkstein | Sandsteinpfeiler, oben abgerundet, 1859. | D-5-63-000-1607 Wikidata | BW   |
| Parkstraße 46 (Standort)                    | Villa          | Zweigeschossiger Putzbau mit Mansardwalmdach, segmentbogigem Mittelrisalit und Zwerchhäusern, barockisierend, 1924. | D-5-63-000-1608 Wikidata | BW   |
| Parkstraße 49 (Standort)                    | Villa          | Zweigeschossiger giebelseitiger Satteldachbau mit Sandsteinerdgeschoss, Backsteinobergeschoss, Sandsteingliederungen, Zwerchgiebeln, Eisenbalkonen und Freitreppe an der Westseite, Neurenaissance, Ende 19. Jahrhundert.                                                                                             | D-5-63-000-1070 Wikidata | BW   |

## Pegnitzstraße
| Lage                        | Objekt                                                | Beschreibung | Akten-Nr.                | Bild                                                  |
| --------------------------- | ----------------------------------------------------- | --- | ------------------------ | ----------------------------------------------------- |
| Pegnitzstraße 13 (Standort) | Altes Spital, jetzt Doppelwohnhaus                    | Langgestreckter, zweigeschossiger Sandsteinquaderbau mit Mansarddach, seitlichen Halbwalm-Volutengiebel und breitem, mittigem Zwerchhaus mit verschiefertem Aufsatz, Ende 18. Jahrhundert; Teil des Ensembles Altstadt.                                                  | D-5-63-000-1071 Wikidata | Altes Spital, jetzt Doppelwohnhaus                    |
| Pegnitzstraße 17 (Standort) | Wohnhaus, ehemals mit Gaststätte „Zum Pegnitzzwinger“ | Dreigeschossiger traufseitiger Sandsteinbau mit Satteldach und mittigem Giebelzwerchhaus, von Christoph Christgau, 1862/69; Teil des Ensembles Altstadt. | D-5-63-000-1072 Wikidata | Wohnhaus, ehemals mit Gaststätte „Zum Pegnitzzwinger“ |
| Pegnitzstraße 29 (Standort) | Scheune                                               | Erdgeschossiger giebelseitiger Fachwerkbau mit Satteldach und einseitigem Aufzugsdächlein, um 1700; Teil des Ensembles Altstadt. | D-5-63-000-1073 Wikidata | Scheune                                               |
| Pegnitzstraße 41 (Standort) | Mietshaus in Ecklage                                  | Viergeschossiger Putzbau mit rustiziertem Sandsteinerdgeschoss, Gurtgesimsen, Zwerchhaus an der abgerundeten Ecke und Mansarddach, in reduziert historisierenden Formen, von Ebert und Gross, 1913/14; bauliche Einheit mit Schießplatz 24; Teil des Ensembles Altstadt. | D-5-63-000-1074 Wikidata | Mietshaus in Ecklage                                  |

## Pestalozzistraße
| Lage                           | Objekt    | Beschreibung | Akten-Nr.                | Bild           |
| ------------------------------ | --------- | --- | ------------------------ | -------------- |
| Pestalozzistraße 20 (Standort) | Schulhaus | Viergeschossiger, asymmetrisch gegliederter Gruppenbau in Putz und Sandstein mit Satteldach und Schweifgiebeln, südlich zweigeschossiger Turnhallentrakt mit Schopfwalmdach; Vorgarten-Einfriedung, Sandsteinquadermauer mit gehäuseartigen Sandsteinpfeilern; sämtlich in historisierenden Formen, von Otto Holzer, 1905/06. | D-5-63-000-1075 Wikidata | weitere Bilder |

## Pfarrgasse
| Lage                    | Objekt   | Beschreibung | Akten-Nr.                | Bild     |
| ----------------------- | -------- | --- | ------------------------ | -------- |
| Pfarrgasse 3 (Standort) | Wohnhaus | Abgewinkelter, zweigeschossiger Satteldachbau mit Sandsteinerdgeschoss, Fachwerkgiebel und verschiefertem Fachwerkobergeschoss und -giebelzwerchhaus, 18. Jahrhundert; Teil des Ensembles Altstadt. | D-5-63-000-1077 Wikidata | Wohnhaus |
| Pfarrgasse 5 (Standort) | Wohnhaus | Zweigeschossiger traufseitiger Satteldachbau mit Sandsteinerdgeschoss, verschiefertem Fachwerkobergeschoss und -giebelzwerchhaus, erste Hälfte 18. Jahrhundert; Teil des Ensembles Altstadt.        | D-5-63-000-1078 Wikidata | Wohnhaus |

## Pfarrhof
| Lage                  | Objekt                             | Beschreibung | Akten-Nr.                | Bild                               |
| --------------------- | ---------------------------------- | --- | ------------------------ | ---------------------------------- |
| Pfarrhof 1 (Standort) | Ehemalige Pfarrscheune             | Erdgeschossiger Sandsteinquader- und Fachwerkbau mit steilem Walmdach, 18. Jahrhundert; Torpfeiler als Zufahrt, Sandstein, barock, südlich zwischen Gustavstraße 40 und 42, 1947 erneuert; Teil des Ensembles Altstadt. | D-5-63-000-1079 Wikidata | Ehemalige Pfarrscheune             |
| Pfarrhof 2 (Standort) | Nebengebäude                       | Erdgeschossiger traufseitiger Sandsteinquaderbau mit Satteldach, 18./19. Jahrhundert; Teil des Ensembles Altstadt. | D-5-63-000-1080 Wikidata | Nebengebäude                       |
| Pfarrhof 3 (Standort) | Evangelisch-Lutherisches Pfarrhaus | Zweigeschossiger giebelständiger Satteldachbau mit verputztem Sandsteinerdgeschoss, Fachwerkobergeschoss und -giebel, traufseitigem Fachwerk-Aufzugserker und nördlichem zweigeschossigem Traufseitanbau, an beiden Giebelseiten Rustikaportale und Aufzugsdächlein, um 1700; mit Ausstattung; Teil des Ensembles Altstadt. | D-5-63-000-1081 Wikidata | Evangelisch-Lutherisches Pfarrhaus |
| Pfarrhof 4 (Standort) | Wohnhaus für den zweiten Pfarrer   | Zweigeschossiger, traufseitiger und teilweise verputzter Sandsteinquaderbau mit Satteldach, 18. Jahrhundert, Aufstockung von Konrad Jordan und Jakob Rietheimer, 1845, nach Kriegsschäden von Georg Böhner erneuert, 1946–1948; Teil des Ensembles Altstadt.                                                                | D-5-63-000-1082 Wikidata | Wohnhaus für den zweiten Pfarrer   |
| Pfarrhof 5 (Standort) | Wohnhaus für den dritten Pfarrer   | Zweigeschossiger traufseitiger Satteldachbau mit Sandsteinerdgeschoss, Fachwerkobergeschoss und rechtwinkligem, zweigeschossigem Anbau in verputztem Eisenfachwerk mit Walmdach, um 1700, Aufstockung und Umbau des Anbaus von Adam Egerer, 1899; Teil des Ensembles Altstadt.                                              | D-5-63-000-1083 Wikidata | Wohnhaus für den dritten Pfarrer   |

## Pfisterstraße
| Lage                             | Objekt                                                | Beschreibung | Akten-Nr.                | Bild                                                  |
| -------------------------------- | ----------------------------------------------------- | --- | ------------------------ | ----------------------------------------------------- |
| Pfisterstraße 4 (Standort)       | Wohnhaus                                              | Dreigeschossiger traufseitiger Satteldachbau mit schlichter Sandsteinfassade und Sohlbankgesimsen, spätklassizistisch, von Paulus Müller, 1862–1864; bauliche Gruppe mit Pfisterstraße 6 / 8 / 10 / 12 / 14. | D-5-63-000-1084 Wikidata | Wohnhaus                                              |
| Pfisterstraße 6 (Standort)       | Wohnhaus                                              | Dreigeschossiger traufseitiger Satteldachbau mit Sandsteinfassade, Sohlbankgesimsen und Tordurchfahrt, spätklassizistisch, von Paulus Müller, 1862–1864; bauliche Gruppe mit Pfisterstraße 4 / 8 / 10 / 12 / 14. | D-5-63-000-1722 Wikidata | Wohnhaus                                              |
| Pfisterstraße 8 (Standort)       | Wohnhaus                                              | Dreigeschossiger traufseitiger Satteldachbau mit Sandsteinfassade und Sohlbankgesimsen, spätklassizistisch, von Paulus Müller, 1867/68; bauliche Gruppe mit Pfisterstraße 4 / 6 / 10 / 12 / 14. | D-5-63-000-1723 Wikidata | Wohnhaus                                              |
| Pfisterstraße 9 (Standort)       | Mietshaus                                             | Dreigeschossiger Mansarddachbau mit Sandsteinfassade, rustiziertem Erdgeschoss und Konsoltraufgesims, Neurenaissance, von Vornberg und Scharff, 1890; Rückflügel, dreigeschossiger Backsteinbau mit Pultdach, gleichzeitig. | D-5-63-000-1085 Wikidata | Mietshaus                                             |
| Pfisterstraße 10 (Standort)      | Wohnhaus                                              | Dreigeschossiger traufseitiger Satteldachbau mit Sandsteinfassade und Sohlbankgesimsen, spätklassizistisch, von Paulus Müller, 1868/69; bauliche Gruppe mit Pfisterstraße 4 / 6 / 8 / 12 / 14. | D-5-63-000-1086 Wikidata | Wohnhaus                                              |
| Pfisterstraße 11 (Standort)      | Mietshaus                                             | Viergeschossiger traufseitiger Satteldachbau mit Sandsteinfassade, Konsoltraufgesims und mittigem Stichbogentor, Neurenaissance, von Georg Kißkalt, 1884/85. | D-5-63-000-1087 Wikidata | Mietshaus                                             |
| Pfisterstraße 12 (Standort)      | Wohnhaus                                              | Dreigeschossiger traufseitiger Satteldachbau mit schlichter Sandsteinfassade, spätklassizistisch, von Paulus Müller, 1869/70; bauliche Gruppe mit Pfisterstraße 4 / 6 / 8 / 10 / 14. | D-5-63-000-1724 Wikidata | Wohnhaus                                              |
| Pfisterstraße 14 (Standort)      | Wohnhaus                                              | Dreigeschossiger traufseitiger Satteldachbau mit Sandsteinfassade und Sohlbankgesimsen, spätklassizistisch, von Johann Philipp Krieger, 1865/66, Aufstockung 1875; bauliche Gruppe mit Pfisterstraße 4 / 6 / 8 / 10 / 12. | D-5-63-000-1088 Wikidata | Wohnhaus                                              |
| Pfisterstraße 15 (Standort)      | Ehemaliges Lagerhaus                                  | Dreigeschossiger traufseitiger Satteldachbau mit Sandsteinfassade, rustiziertem Erdgeschoss mit Rundbogenfenstern und Fensterverdachungen mit Dreiecksgiebeln, Neurenaissance, von Adam Egerer, 1896. | D-5-63-000-1089 Wikidata | Ehemaliges Lagerhaus                                  |
| Pfisterstraße 16 (Standort)      | Mietshaus                                             | Dreigeschossiger traufseitiger Satteldachbau mit Sandsteinfassade, Zahnschnittfries an der Traufe und flach geschweiften Fensterverdachungen, spätklassizistisch, von Johann Christoph Kißkalt, 1874/75; Rückflügel, dreigeschossiger Sandsteinbau mit Pultdach, gleichzeitig. | D-5-63-000-1090 Wikidata | Mietshaus                                             |
| Pfisterstraße 18 / 20 (Standort) | Mietshausgruppe                                       | Dreigeschossige Mansarddachbauten mit Sandsteinfassaden, rustizierten Erdgeschossen und Dachgauben, Neurenaissance, von Hans (Johann) Horneber, 1887/88; Rückgebäude von Nr. 20, Werkstattgebäude, dreigeschossiger Sichtziegelbau mit Pultdach und Werksteingliederung, 1888, Um- und Anbau 1905. | D-5-63-000-1091 Wikidata | weitere Bilder                                        |
| Pfisterstraße 22 (Standort)      | Mietshaus in Ecklage                                  | Dreigeschossiger Mansarddachbau mit Sandsteinfassade, rustiziertem Erdgeschoss, Konsoltraufgesims und Erker an der abgeschrägten Ecke, Neurenaissance, von Hans Horneber, 1891. | D-5-63-000-1092 Wikidata | weitere Bilder                                        |
| Pfisterstraße 24 (Standort)      | Mietshaus in Ecklage                                  | Dreigeschossiger Mansarddachbau mit Sandsteinfassade, rustiziertem Erdgeschoss und Erker an der abgeschrägten Ecke, Neurenaissance, von Hans Horneber, 1889. | D-5-63-000-1093 Wikidata | Mietshaus in Ecklage                                  |
| Pfisterstraße 25 (Standort)      | Hauptschule Pfisterstraße                             | Langgestreckter, dreigeschossiger Walmdachbau in Ecklage, mit reich gegliederten Sandsteinstraßenfassaden, Rohbacksteinfassade an Hofseite und kleinem Voluten-Zwerchgiebel mit Uhrturm an der nördlichen Schmalseite, Neurenaissance, von Simon Vogel, 1898/99; ehemalige Remise, erdgeschossiger Backsteinbau mit Sandsteingliederung und flachem Pultdach, gleichzeitig; Einfriedung, Eisengitterzaun auf Sandsteinsockel und mit Sandsteinpfeilern, gleichzeitig.                                                                                        | D-5-63-000-1094 Wikidata | weitere Bilder                                        |
| Pfisterstraße 26 (Standort)      | Mietshaus                                             | Dreigeschossiger Mansarddachbau mit Sandsteinfassade und rustiziertem Erdgeschoss, Neurenaissance, wohl von Hans Horneber, 1887. | D-5-63-000-1095 Wikidata | Mietshaus                                             |
| Pfisterstraße 27 (Standort)      | Mietshaus                                             | Viergeschossiger traufseitiger Satteldachbau mit Sandsteinfassade, rustiziertem Erdgeschoss und reich gegliederter Mittelachse, Neurenaissance, von Johann Christoph Kißkalt, 1887. | D-5-63-000-1096 Wikidata | Mietshaus                                             |
| Pfisterstraße 28 (Standort)      | Ehemaliges Evangelisches Vereinshaus (Arbeiterverein) | Zweigeschossiger traufseitiger Satteldachbau mit eleganter Sandsteinfassade, flachem Mittelrisalit und kleinem Zwerchgiebel, Neurenaissance, bez. 1887, 1914/19 rückwärtig erweitert. | D-5-63-000-1097 Wikidata | Ehemaliges Evangelisches Vereinshaus (Arbeiterverein) |
| Pfisterstraße 29 (Standort)      | Mietshaus                                             | Dreigeschossiger Mansarddachbau mit Sandsteinfassade, rustiziertem Erdgeschoss und kleinem Zwerchhaus, frühe Neurenaissance, von Moritz Haubrich, 1881/82. | D-5-63-000-1098 Wikidata | Mietshaus                                             |
| Pfisterstraße 30 (Standort)      | Mietshaus                                             | Dreigeschossiger Mansarddachbau mit Sandsteinfassade und rustiziertem Erdgeschoss, Neurenaissance, von Wilhelm Horneber, 1884/85; bauliche Gruppe mit Pfisterstraße 32 / 34 / 36 / 38. | D-5-63-000-1099 Wikidata | Mietshaus                                             |
| Pfisterstraße 31 (Standort)      | Mietshaus                                             | Dreigeschossiger Mansarddachbau mit Sandsteinfassade, spätklassizistisch am Übergang zur Neurenaissance, von Johann Christoph Kißkalt, 1883. | D-5-63-000-1100 Wikidata | Mietshaus                                             |
| Pfisterstraße 32 (Standort)      | Mietshaus                                             | Dreigeschossiger Mansarddachbau mit Sandsteinfassade und rustiziertem Erdgeschoss, Neurenaissance, von Wilhelm Horneber, 1885; bauliche Gruppe mit Pfisterstraße 30 / 34 / 36 / 38. | D-5-63-000-1101 Wikidata | Mietshaus                                             |
| Pfisterstraße 33 (Standort)      | Mietshaus                                             | Dreigeschossiger Mansarddachbau mit Sandsteinfassade und rustiziertem Erdgeschoss, Neurenaissance, von Wilhelm Horneber, 1899/1900; Einfriedung, Sandsteinquadermauer, gleichzeitig; bauliche Gruppe mit Pfisterstraße 35. | D-5-63-000-1102 Wikidata | Mietshaus                                             |
| Pfisterstraße 34 (Standort)      | Mietshaus                                             | Dreigeschossiger Mansarddachbau mit Sandsteinfassade und rustiziertem Erdgeschoss, Neurenaissance, von Wilhelm Horneber, 1886/87; bauliche Gruppe mit Pfisterstraße 30 / 32 / 36 / 38. | D-5-63-000-1103 Wikidata | Mietshaus                                             |
| Pfisterstraße 35 (Standort)      | Mietshaus                                             | Dreigeschossiger Mansarddachbau mit Sandsteinfassade und rustiziertem Erdgeschoss, Neurenaissance, von Wilhelm Horneber, 1899/1900; bauliche Gruppe mit Pfisterstraße 33. | D-5-63-000-1104 Wikidata | Mietshaus                                             |
| Pfisterstraße 36 (Standort)      | Mietshaus                                             | Dreigeschossiger Mansarddachbau mit Sandsteinfassade und rustiziertem Erdgeschoss, Neurenaissance, von Wilhelm Horneber, 1887; bauliche Gruppe mit Pfisterstraße 30 / 32 / 34 / 38. | D-5-63-000-1719 Wikidata | Mietshaus                                             |
| Pfisterstraße 38 (Standort)      | Mietshaus                                             | Dreigeschossiger Mansarddachbau mit Sandsteinfassade und rustiziertem Erdgeschoss, Neurenaissance, von Wilhelm Horneber, 1887/88; bauliche Gruppe mit Pfisterstraße 30 / 32 / 34 / 36. | D-5-63-000-1105 Wikidata | Mietshaus                                             |
| Pfisterstraße 40 (Standort)      | Mietshaus                                             | Dreigeschossiger Mansarddachbau mit Putzfassade, Sandsteinerdgeschoss und -gliederung mit teils grob bearbeiteten Steinquadern, Durchgang mit Treppe zur Badstraße mit darüber befindlichem Sandsteinerker, an Badstraße fünfgeschossiger, teils ziegelsichtiger Rückflügel mit Mansarddach, Sandsteinerdgeschoss und polygonalem Eckerker, historisierend, von Conrad Egelseer, 1908; Einfriedung, verputzte Ziegelmauer mit Sandsteineckquaderung, gleichzeitig; bauliche Einheit mit Pfisterstraße 42 und bauliche Gruppe mit Pfisterstraße 44 / 46 / 48. | D-5-63-000-1106 Wikidata | Mietshaus                                             |
| Pfisterstraße 41 (Standort)      | Mietshaus                                             | Dreigeschossiger Mansarddachbau mit Putzfassade, rustiziertem Sandsteinerdgeschoss, mittigem Segmenterker mit dekorierten Säulen und breiter Dachgaube mit mittigem Dreiecksgiebel, historisierend, von Peringer und Rogler, 1912; bauliche Gruppe mit Pfisterstraße 43 und Eckhaus Theresienstraße 42. | D-5-63-000-1107 Wikidata | Mietshaus                                             |
| Pfisterstraße 42 (Standort)      | Mietshaus                                             | Dreigeschossiger Mansarddachbau mit Putzfassade, Sandsteinerdgeschoss und -gliederung mit teils grob bearbeiteten Steinquadern, zur Badstraße fünfgeschossiger, teilweise ziegelsichtiger Rückflügel mit Mansarddach, Sandsteinerdgeschoss und polygonalem Sandsteineckerker, historisierend, von Conrad Egelseer, 1909/10; Einfriedung, verputzte Ziegelmauer mit Sandsteineckquaderung, gleichzeitig; bauliche Einheit mit Pfisterstraße 40 und bauliche Gruppe mit Pfisterstraße 44 / 46 / 48.                                                            | D-5-63-000-1108 Wikidata | weitere Bilder                                        |
| Pfisterstraße 43 (Standort)      | Mietshaus                                             | Viergeschossiger traufseitiger Satteldachbau mit Putzfassade, rustiziertem Sandsteinerdgeschoss, zwei Polygonalerkern und einseitig heruntergesetzter Traufe, historisierend, von Peringer und Rogler, 1912; bauliche Gruppe mit Pfisterstraße 41 und Eckhaus Theresienstraße 42. | D-5-63-000-1109 Wikidata | Mietshaus                                             |
| Pfisterstraße 44 (Standort)      | Mietshaus                                             | Dreigeschossiger Mansarddachbau mit Sandsteinfassade, grob rustiziertem Erdgeschoss und seitlichem Zwerchhaus, zur Badstraße fünfgeschossiger Rückflügel mit Mansarddach, Putzfassade mit Sandsteinerdgeschoss und polygonalem Sandsteineckerker, Spätjugendstil, von Conrad Egelseer, 1909/10; Einfriedung, verputzte Ziegelsteinmauer mit Sandsteineckquaderung, gleichzeitig; bauliche Gruppe mit Pfisterstraße 40 / 42 / 46 / 48. | D-5-63-000-1720 Wikidata | weitere Bilder                                        |
| Pfisterstraße 46 (Standort)      | Mietshaus                                             | Dreigeschossiger Mansarddachbau auf hohem Sockelgeschoss mit Sandsteinfassade, grob rustiziertem Erdgeschoss und Mittelerker, zur Badstraße fünfgeschossiger Rückflügel mit Mansarddach, Putzfassade mit Sandsteinerdgeschoss und -gliederung und polygonalem Sandsteineckerker, Spätjugendstil, von Conrad Egelseer, 1910; Einfriedung, verputzte Ziegelsteinmauer mit Sandsteineckquaderung, gleichzeitig; bauliche Gruppe mit Pfisterstraße 40 / 42 / 44 / 48.                                                                                            | D-5-63-000-1110 Wikidata | Mietshaus                                             |
| Pfisterstraße 48 (Standort)      | Ehemalige Frauenarbeitsschule                         | Dreigeschossiger Mansarddachbau mit Sandsteinfassade, Halbsäulengliederung, grob rustiziertem Erdgeschoss und zwei verputzten Zwerchhäusern mit Giebeln, zur Badstraße fünfgeschossiger Rückflügel mit Mansarddach, Putzfassade mit Sandsteinerdgeschoss und -gliederung und polygonalem Sandsteineckerker, neuklassizistisch, von Conrad Egelseer, 1912; Einfriedung, verputzte Ziegelsteinmauer mit Sandsteineckquaderung, gleichzeitig; bauliche Gruppe mit Pfisterstraße 40 / 42 / 44 / 46.                                                              | D-5-63-000-1111 Wikidata | weitere Bilder                                        |

## Pickertstraße
| Lage                       | Objekt               | Beschreibung | Akten-Nr.                | Bild                 |
| -------------------------- | -------------------- | --- | ------------------------ | -------------------- |
| Pickertstraße 1 (Standort) | Mietshaus in Ecklage | Viergeschossiger Putzbau mit Mansarddach, Sandsteinerdgeschoss und -gliederung, Erker mit Eisenbalkonbrüstung und rundem Eckerkerturm, barockisierender Jugendstil, von Bräutigam und Wiessner, 1904–1906; bauliche Gruppe mit Gebhardtstraße 49; Teil des Ensembles Hornschuchpromenade/Königswarterstraße. | D-5-63-000-1113 Wikidata | weitere Bilder       |
| Pickertstraße 2 (Standort) | Mietshaus            | Viergeschossiger traufseitiger Satteldachbau mit reich gegliederter Sandsteinfassade, polygonalem Bodenerker mit Eisenbalkonbrüstung und Zwerchgiebel in der Mittelachse, Neurenaissance, von Fritz Walter, 1894/95; Teil des Ensembles Hornschuchpromenade/Königswarterstraße.                              | D-5-63-000-1114 Wikidata | BW                   |
| Pickertstraße 4 (Standort) | Mietshaus in Ecklage | Viergeschossiger Satteldachbau mit reich gegliederter Sandsteinfassade und Erkerturm mit Zwiebelhaube an der abgeschrägten Ecke, Neurenaissance, von Adam Egerer, 1894; Teil des Ensembles Hornschuchpromenade/Königswarterstraße.                                                                           | D-5-63-000-1115 Wikidata | Mietshaus in Ecklage |

## Poppenreuther Straße
| Lage                               | Objekt     | Beschreibung                                                                                       | Akten-Nr.                | Bild |
| ---------------------------------- | ---------- | -------------------------------------------------------------------------------------------------- | ------------------------ | ---- |
| Poppenreuther Straße 25 (Standort) | Gartenhaus | Langgestreckter, erdgeschossiger Walmdachbau in Fachwerk und Rohbackstein, spätes 19. Jahrhundert. | D-5-63-000-1116 Wikidata | BW   |